# Александровка (Венгеровский район)
Александровка — исчезнувшая деревня в Венгеровском районе Новосибирской области России. На момент упразднения входила в состав Ключевского сельсовета. Исключена из учётных данных в 1972 году.

## География
Располагалась на правом берегу реки Тартас, в 5 км к северо-востоку от села Ключевая (Новосибирская область).

## История
Деревня была основана в 1895 году. В 1928 году состояла из 74 хозяйств. В административном отношении входила в состав Ключевского сельсовета Спасского района Барабинского округа Сибирского края. В деревне располагались школа 1-й ступени и маслозавод.
Решением Новосибирского облисполкома от 24.04.1972 г. № 264 деревня исключена из учётных данных как фактически не существующая.

## Население
По переписи 1926 г. в деревне проживало 399 человек (174 мужчин и 225 женщины), основное население — русские.